# Andrej Kurkov
Andrej Kurkov (ukrajinsky Андрій Юрійович Курков, rusky Андрей Юрьевич Курков; * 23. dubna 1961, Budogošč) je ukrajinský spisovatel, novinář a scenárista píšící ukrajinský a rusky. Patří k nejpřekládanějším současným ukrajinským autorům, jeho knihy byly přeloženy do 35 jazyků.
Vyrůstal v Kyjevě. Vystudoval kyjevský pedagogický institut cizích jazyků, absolvoval v roce 1983. Poté, v období 1985-1987, byl vychovatelem v nápravně-výchovném zařízení v Oděse. V té době začal psát knihy pro děti. Na konci 80. let pronikl do literárního světa, když se stal redaktorem kyjevského nakladatelství Dnipro a byl zaměstnán jako scenárista filmového studia O. Dovženka. Svůj první román vydal v předvečer pádu Sovětského svazu, roku 1991 (Ně privedi menja v Kengaraks). Průlom znamenal román Tučňák a smrt (v originále Smerť postoronněgo) z roku 1996. Ten se stal Kurkovovou nejúspěšnější a nejpřekládanější knihou (česky 2010). K roku 2016 napsal 18 románů a dvacítku realizovaných scénářů.
V roce 1998 byl zvolen členem Evropské filmové akademie a je stálým členem komise Evropských filmových cen.